# ELO ECM Suite
ELO ECM Suite (abgeleitet von: Elektronischer Leitz Ordner) ist ein kommerzielles Software-Produkt, um Dokumente und elektronische Inhalte digital zu verwalten und zu nutzen. Die Ablage und Organisation geschieht ähnlich wie bei der klassischen, papierbasierten Dokumentenverwaltung. In einem virtuellen Archiv stehen Schränke, in denen sich Ordner mit Registern befinden, die vom Anwender gefüllt und verwaltet werden. Als Softwareprodukt zählt ELO zu der Kategorie der Dokumentenmanagement- (DMS) und Enterprise-Content-Management-Systeme (ECM). Diese ermöglichen eine Vielzahl an Funktionen rund um die Digitalisierung von Unternehmensprozessen, darunter auch die revisionssichere Archivierung aufbewahrungspflichtiger Dokumente und Information.

## Produktfamilie
Der Elektronische Leitz-Ordner wurde 1996 als erstes Produkt im Geschäftsfeld „Elektronisches Ablegen und Archivieren“ innerhalb der Louis Leitz Unternehmensgruppe entwickelt. 1998 wurde dieses Geschäftsfeld in ein eigenständiges Unternehmen ausgelagert, die ELO Digital Office GmbH. Diese wird seither von Karl Heinz Mosbach und Matthias Thiele geleitet. Die Firma ist heute mit Standorten in Europa, Nordamerika, Asien und Australien weltweit tätig. Im selben Jahr wurde das Produktportfolio erweitert. 
Im Jahr 2020 bietet die Firma DMS- und ECM-Systeme für Unternehmen unterschiedlicher Größenordnungen und Branchen: ELOoffice für kleine Unternehmen oder Selbstständige, ELOprofessional für den Mittelstand und ELOenterprise für den Großkundenbereich.
ELOoffice
ELOoffice bietet Funktionen für das elektronische Archivieren und Verwalten von Dokumenten. Zum Einsatz kommt ELOoffice an einzelnen Arbeitsplätzen und in kleinen Teams. Die Daten werden in einer Microsoft-Access-Datenbank verwaltet. Die Limitierung für die elektronische Archivablage liegt bei 200.000 Dokumenten pro Archiv. 
ELOprofessional
ELOprofessional ist für größere Unternehmen vorgesehen und basiert auf einer Client-Server-Architektur, die auf Microsoft-Windows-Servern läuft. Die Lösung lässt sich modular ausbauen. Als Datenbank werden Microsoft SQL Server, Oracle, DB2 und PostgreSQL unterstützt. Eine integrierte Workflow-Engine sorgt dafür, dass Unternehmensprozesse wie beispielsweise die Rechnungseingangsverarbeitung oder die Aktenverwaltung entworfen und elektronisch umgesetzt werden.
ELOenterprise
ELOenterprise ist für den Einsatz bei internationalen Großunternehmen und Konzerne gedacht, die standortübergreifend operieren. ELOenterprise ist nicht an das Microsoft-Windows-Betriebssystem gebunden und auch auf Plattformen wie Unix oder Linux lauffähig. 

## Erweiterungen
Neben den Kernprodukten ELOoffice, ELOprofessional und ELOenterprise stehen Module und Schnittstellen zu anderen Systemen zur Verfügung. Module erweitern die Kernprodukte um zusätzliche Funktionen. Dazu gehört u. a. die Möglichkeit, Rechnungen automatisch zu klassifizieren, Massendaten zu importieren und den mobilen Zugang zum elektronischen Archiv über Portale, Smartphones und Tablets sicherzustellen. Schnittstellen ermöglichen die Verbindung und den Datenaustausch mit weiteren Geschäftsanwendungen wie z. B. kaufmännischen Systemen (ERP), Kundenverwaltungssystemen (CRM), Konstruktionsanwendungen (CAD) oder Portal- und E-Mail-Systemen.
Seit 2016 gehören auch intelligente und fertig vorkonfigurierte Fachlösungen zum Portfolio: Die ELO Business Solutions für Rechnungs- und Vertragsmanagement, für digitale Personalakten und Bewerbungsprozesse, oder auch für Besucher- und Wissensmanagement beruhen auf Best-Practice-Ansätzen und ermöglichen dem Benutzer eine äußerst schnelle Projektumsetzung.
Darüber hinaus kann das ELO ECM-System durch die ELO Business Partner – geschulte Systemhäuser oder IT-Beratungen – mithilfe entsprechender Skripte und Automatismen individuell angepasst werden.

## Auszeichnungen
In den vergangenen Jahren hat ELO unterschiedliche Auszeichnungen und Innovationspreise in Deutschland und im Ausland für seine Produkte erhalten.